# Superman: Man of Tomorrow
Superman: Man of Tomorrow (en español: Superman: Hombre del mañana) es una película estadounidense de superhéroes de animación directa a vídeo de 2020 producida por Warner Bros. Animation y DC Entertainment.
Es la trigésima novena película de las películas animadas originales del Universo DC, y la primera entrega del Tomorrowverse.
Fue lanzada en Digital el 23 de agosto de 2020 y en Blu-ray, DVD y en Blu-ray Ultra HD el 8 de septiembre de 2020.
La película narra la vida de Clark Kent, al principio de su carrera como Superman y su lucha contra Lobo.

## Argumento
Al crecer, Clark Kent se aísla de la humanidad debido a sus habilidades inhumanas. Como adulto joven, Clark es pasante del Daily Planet y cubre el lanzamiento de un telescopio LexCorp destinado a descubrir otras formas de vida del espacio. La estudiante de posgrado Lois Lane revela el fraude que Lex Luthor le ha dado al presidente, justo cuando Clark inicia una conversación amistosa con el conserje Rudy Jones. El cohete se lanza, pero pronto explota en el aire; pero luego, en el cielo, Clark aparece y vuela el cohete al espacio, salvando el día. Sin que él lo sepa, es observado por un hombre misterioso. La confirmación del desastre se basa en las fuentes de Lois, Luthor es arrestado y Lois pasa de ser una estudiante de posgrado a una excelente reportera. Clark ve un artículo en el que se pregunta si el "hombre volador" es un héroe o una amenaza, al igual que conoce a Lois, quien le revela que su forma de entender la historia es un juego de poder: quitar el poder a los hombres poderosos. Olvida sus fotografías, lo que revela que ha nombrado al "hombre volador" como Superman.
Laboratorios S.T.A.R. revela que algo viene a la Tierra, a lo que Clark vuela para interceptarlo, y se encuentra con un cazarrecompensas zarniano llamado Lobo, que está detrás del último kryptoniano. Luchando por toda la ciudad, Clark sorprende a Lobo a cada paso, porque el cazarrecompensas nunca supo que los kryptonianos tenían superpoderes en la Tierra. La lucha se traslada a Laboratorios S.T.A.R.; Rudy queda atrapado entre los escombros, justo cuando Lobo lanza una bomba pero extraña a Clark, en lugar de infectar a Rudy con su extraño líquido púrpura. Afuera, Lobo revela su anillo de kryptonita, casi matando a Clark en el proceso, hasta que el hombre misterioso se revela como un marciano y ataca a Lobo. Curandose del sol amarillo, Clark finalmente logra vencer a Lobo, salvando al marciano en el proceso. A pesar de su heroicidad, todos quieren respuestas sobre la amenaza alienígena, incluida Lois.
Al regresar a Smallville con sus problemas, Clark recibe consejos de sus padres adoptivos, recordándole que sin respuestas incorrectas, Clark tendrá que vivir con las consecuencias, ya sea que se revele o continúe escondiéndose. En el hospital, un Rudy infectado se despierta y asesina a las personas que lo rodean, robando su energía como un parásito. Conduciendo a casa, aparece el hombre misterioso, atacando telepáticamente a Jonathan hasta que Clark interviene. Revelando que no es un enemigo, se presenta como J'onn J'onzz, el Detective Marciano. Cuenta su historia que, como el último de su especie, ha permanecido oculto debido a la xenofobia que los humanos llevan hacia personas como ellos, e insta a Clark a hacer lo mismo con lo que Clark no está de acuerdo. J'onn sorprende a Clark con la revelación de que es Kal-El, el último hijo de Krypton, y activa el dispositivo con forma de cristal que se le dio dentro de su cohete. Clark se entera de su herencia kryptoniana y de los últimos momentos de sus padres biológicos, Jor-El y Lara.
A la mañana siguiente, Martha le da a Clark una actualización: un traje rojo y azul con la "S" del cristal. Al ver la primera parte de Lois del artículo de "Superman" expuesta, Clark decide regresar a Metrópolis. En Laboratorios S.T.A.R., Lois se encuentra con Lobo en su celda electrificada, quien alimenta sus mentiras y prefiere acosarla sexualmente que hablar. Luego, aparece Parásito, matando a los guardias y científicos, y obtiene energía de la celda de Lobo, liberándolo y convirtiéndose en un monstruo. Parásito escapa, mientras Lois es salvada por Superman. Él le dice que ella está equivocada acerca de sus intenciones y quiere ser él quien se revele. Lois está de acuerdo y Superman se va volando. Superman lucha contra Parásito mientras J'onn rescata a civiles de un tren que estrelló el monstruo. Los poderes de Superman no hacen más que fortalecerlo, luego el monstruo absorbe su energía, aprendiendo todo sobre el Hombre de Acero. J'onn viene a salvarlo, pero Parásito hace lo mismo con él y lo prende fuego, aparentemente matándolo. Al retirarse, Clark está postrado en cama ya que sus poderes se han agotado. Lois viene a ver cómo está, a lo que él le dice que teme que no sea un reportero como pensaba, Lois lo empuja hacia arriba, recordándole los riesgos y la maldad que enfrentará, ya que ese es el trabajo. Él sigue su consejo y se encuentra con alguien que puede ayudarlo: Lex Luthor.
Superman se encuentra con Luthor, queriendo su ayuda, ya que Luthor ha descubierto que el Sol es su fuente de energía, y ahora es débil debido a Parásito. Al regresar a LexCorp, Luthor revela que el parásito tendría las debilidades de Superman junto con sus fortalezas y trae a su nuevo compañero Lobo y su anillo de kriptonita. A partir de ahí, forman un plan: tomar el control de la planta de energía y quitar todo el poder de la ciudad, atrayendo a Parásito hacia ellos. Funciona, y un Parásito gigante del tamaño de un monstruo se revela a Superman, Luthor y Lobo. A pesar de sus mejores esfuerzos, Superman sigue sin poder y Lobo aparentemente muere.
Llegan los militares, pero sus ataques solo le hacen más fuerte. Superman decide convertirse en el cebo y alejarlo de la planta, justo cuando Luthor agarra la kriptonita para un arma que diseñó. Justo cuando Superman es agarrado por Parásito, Luthor lo traiciona y dispara su arma de Kryptonita, casi matando a Superman y Parásito hasta que J'onn (que había fingido su muerte con sus poderes telepáticos) interviene. Mientras J'onn persigue a Luthor, y Lois observa desde el puente de objetivos desprevenidos, Superman intenta razonar con Parásito y consigue que Rudy salga. Al mismo tiempo, toma el control de una multitud vengativa y revela que a pesar de ser un extraterrestre, es de la Tierra, lo que lo hace más humano, y ya no se esconderá por miedo. En ese momento, el reactor dentro de la central eléctrica se sobrecarga, atrayendo a Parásito. Superman es demasiado débil para detenerlo mientras Parásito absorbe el poder, pero se siente abrumado y se desintegra en cenizas en el progreso.
Superman y J'onn se encuentran en la cima del Daily Planet junto con Lobo, quien había sobrevivido al volver a montar sus extremidades. Antes de irse, revela la verdad de su mentira: hay más marcianos y posiblemente más kryptonianos también. J'onn decide irse, con la esperanza de encontrar más de su gente. Superman se encuentra con Lois, quien en un juego de poder, decide reprogramar su entrevista. Lois vuelve a entrar sin nada, mientras Clark sonríe de fondo.

## Reparto
| Actor de voz       | Personaje                          |
| ------------------ | ---------------------------------- |
| Darren Criss       | Kal-El/Clark Kent/Superman         |
| Alexandra Daddario | Lois Lane                          |
| Zachary Quinto     | Lex Luthor                         |
| Ike Amadi          | J'onn J'onzz/Detective Marciano    |
| Ryan Hurst         | Lobo                               |
| Brett Dalton       | Rudy Jones/Parásito                |
| Neil Flynn         | Jonathan Kent                      |
| Bellamy Young      | Martha Kent                        |
| Cristina Milizia   | Maya, Petey, Kaylie                |
| Eugene Byrd        | Ron Troupe                         |
| April Stewart      | Señora Ross                        |
| Piotr Michael      | Perry White                        |
| David Chen         | Estudiante de Medicina, Científico |

## Producción
En julio de 2019, la película se anunció en la Comic-Con de San Diego. En mayo de 2020, se reveló el elenco de voces de la película.

## Estreno
Superman: Man of Tomorrow se lanzó en formato digital el 23 de agosto de 2020 y en Blu-ray, DVD y en Blu-ray Ultra HD el 8 de septiembre de 2020. La película estuvo disponible en línea de forma gratuita durante la DC FanDome el 12 de septiembre.

## Crítica
En el agregador de críticas Rotten Tomatoes, la película tiene un índice de aprobación del 100% basado en 13 críticas, con una calificación media de 7,1/10.
Jesse Schedeen, de IGN, calificó la película con un 7 sobre 10: "Superman: Man of Tomorrow es una versión segura y en gran medida predecible de la icónica historia de origen del Hombre de Acero. Aunque esa falta de ambición narrativa es decepcionante a veces, hay una razón por la que esta historia en particular ha perdurado tan bien a lo largo de los años. El Hombre del Mañana llega al corazón de Clark Kent y al viaje emocional que tiene que experimentar antes de poder convertirse realmente en Superman. Con un estilo visual renovado y un fuerte reparto de voces, Man of Tomorrow sirve como un sólido comienzo para este nuevo universo animado."
La película alcanzó el número 1 de las diez películas más vendidas en Blu-ray de la semana y de las cinco más vendidas en formato doméstico de la semana, logrando una cuota de mercado en alta definición del 100%. Obtuvo $3,413,417 en ventas de vídeo doméstico.

## Música
WaterTower Music lanzó un álbum de banda sonora de Kevin Riepl el 10 de septiembre de 2020.